# Главиница (община)
Главиница (болг. Община Главиница) — община в Болгарии. Входит в состав Силистренской области. Население составляет 12 592 жителя (на 15 марта 2011 года). Расположена в историко-географической области Южная Добруджа.
Кмет (мэр) общины Главиница — Насуф Махмуд Насуф (Движение за права и свободы (ДПС)) по результатам выборов 2007 года в правление общины.

## Состав общины
В состав общины входят следующие населённые пункты:
1. Баштино
2. Богданци
3. Вылкан
4. Главиница
5. Дичево
6. Долно-Ряхово
7. Зарица
8. Зафирово
9. Звенимир
10. Зебил
11. Калугерене
12. Коларово
13. Косара
14. Листец
15. Малык-Преславец
16. Ножарево
17. Осен
18. Падина
19. Подлес
20. Сокол
21. Стефан-Караджа
22. Суходол
23. Черногор

## Демография
| Год  | население, чел |
| ---- | -------------- |
| 1975 | 10 230         |
| 1985 | 9 930          |
| 1992 | 15 579         |
| 2001 | 13 848         |
| 2005 | 13 298         |
| 2007 | 12 959         |
| 2009 | 12 610         |